# Julian Stolarczyk
Julian Stolarczyk (ur. 8 stycznia 1929 w Warszawie, zm. 17 września 2007 w Gdańsku) – polski lekarz, nauczyciel akademicki związany z Akademią Medyczną w Gdańsku, działacz ruchu hospicyjnego.

## Życiorys
Jako harcerz brał udział w Powstaniu Warszawskim. Jego ojciec inżynier elektryk, kapitan Wojska Polskiego zginął w obozie koncentracyjnym w Oświęcimiu. Po zakończeniu wojny wraz z matką i rodzeństwem przyjechał do Gdańska. W 1947 roku ukończył I Liceum Ogólnokształcące, następnie w latach 1947-1952 studiował na Wydziale Lekarskim Akademii Medycznej, uzyskując dyplom lekarza z wyróżnieniem. Julian Stolarczyk specjalizację I stopnia w zakresie chorób wewnętrznych uzyskał w 1956. Pracę doktorską obronił w tym samym roku. Specjalizację z zakresu patomorfologii uzyskał w 1958 roku; habilitację z zakresu patomorfologii nerek w 1963 roku. Tytuł profesora zwyczajnego nadano mu w 1978 roku.
Stolarczyk przez 12 lat był przewodniczącym oddziału Gdańskiego Polskiego Towarzystwa Lekarskiego, odegrał rolę w tworzeniu Okręgowej Izby Lekarskiej w Gdańsku, był członkiem Sądu Lekarskiego tej izby. W latach 1992–1996 był przewodniczącym Wojewódzkiej Rady ds. Medycyny Paliatywnej i Hospicyjnej w Gdańsku i jednocześnie w latach 1993-1996 - członkiem Krajowej Rady Medycyny Paliatywnej przy Ministrze Zdrowia i Opieki Społecznej.

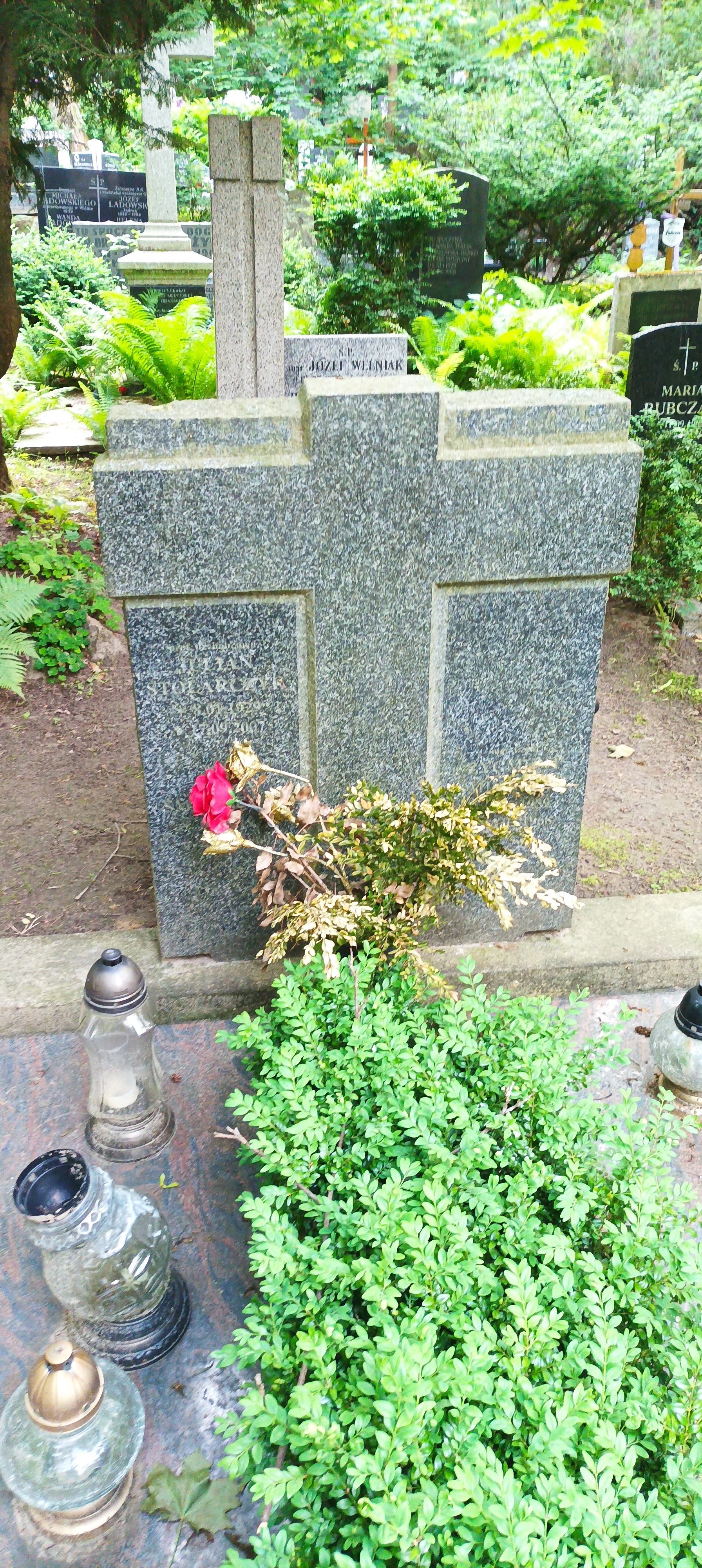
Grób prof. Juliana Stolarczyka na Cmentarzu Srebrzysko

Z biegiem lat właśnie medycyna paliatywna stała się jego prawdziwą pasją. Był związany z gdańskim Hospicjum im. Ks. Eugeniusza Dutkiewicza SAC. Sam również zmarł z powodu zaawansowanej choroby nowotworowej 17 września 2007 roku. Pochowany na cmentarzu Srebrzysko w Gdańsku (rejon IX, kwatera profesorów, rząd 2).